# Ernst Wiegrebe
Ernst Heinrich Wiegrebe (* 16. April 1793 in Betheln; † 8. März 1872 in Elmshagen) war ein deutscher Topograf und Mitglied der kurhessischen Ständeversammlung.

## Leben

### Herkunft und Familie
Ernst Heinrich Wiegrebe wurde als Sohn eines Pfarrers geboren. Er war verheiratet und hatte mehrere Kinder, darunter die Tochter Mathilde (1831–1891), die mit dem Mediziner und Politiker Friedrich Carl Endemann verheiratet war.

### Wirken
Nach dem Abitur am Gymnasium Hildesheim absolvierte er ein Studium der Mathematik und Physik an der Georg-August-Universität Göttingen. Er trat in die Hessen-kasselsche Armee ein und kam in die Artillerie- und Ingenieurschule (Cadetten-Corps) in Kassel, wo er Seconde-Lieutenant war.
Am 28. September 1813, als der russische General Czerniczew Kassel überfiel, wurde er als Lieutenant zur Artillerie versetzt. Im Februar 1814 zog er mit dem kurhessischen Artillerie-Regiment gegen Napoleon in den Krieg und nahm an den Belagerungen von Thionville und Luxemburg teil. Nach dem Krieg kam er als Lehrer zum Cadettencorps, wurde im Dezember 1820 zum Capitän befördert und kurze Zeit später in den Generalstab versetzt. Im Frühjahr 1821 ernannte Kurfürst Wilhelm  eine Kommission unter der Leitung von Oberst Christian Friedrich von Cochenhausen, die mit der topografischen Landesvermessung beauftragt wurde. Durch die Kriegsereignisse war es notwendig geworden, die Gebietsverhältnisse festzulegen und die Darstellung durch Karten zu verbessern.
Die Kommission betraute Wiegrebe mit der Triangulierung der Herrschaft Schmalkalden. 1822 legte er eine Messtischaufnahme dieses Gebietes im Maßstab 1:25.000 vor. Dies war seine Erstlingsschöpfung. Seine Arbeiten waren richtungsweisend für andere Staaten und wurden weiter in anderen Landesteilen fortgeführt. So wurde er am 6. Juni 1839 zum Direktor der Landaufnahme (Landvermessung) im Kurfürstentum ernannt.
1847 wurde er in Anerkennung seiner verdienstvollen Arbeiten mit dem kurhessischen Löwenorden ausgezeichnet. Während des Kurhessischen Verfassungskonflikts bot ihm General von Haynau die Stelle des Kommandanten von Kassel an. Wiegrebe lehnte das Angebot ab und blieb bei seinen topografischen Arbeiten. 1857 legte er dem Generalstab ein Verzeichnis mit 2060 Vermessungspositionen (Trigonometrische Punkte) vor.
Nach der Annexion des Kurfürstentums Hessen durch Preußen im Jahre 1866 nahmen preußische Offiziere die Arbeiten Wiegrebes als Muster für eine eigene Landvermessung.
In den Jahren von 1839 bis 1841 hatte er ein Mandat in der kurhessischen Ständeversammlung. Dort war er für den Grafen Ysenburg-Büdingen tätig.
1858 wurde er in den Ruhestand verabschiedet und lebte bis zu seinem Tode auf seinem Gut in Elmshagen, das er 1850 gekauft hatte.

### Ehrungen und Auszeichnungen
- 26. Juni 1847 Ritterkreuz des Hausordens vom Goldenen Löwen[5]
- 1. Oktober 1856 Kommandeurskreuz II. Klasse des Wilhelmsordens
- 10. Mai 1862 Dr. phil. Verleihung durch die philosophische Fakultät der Philipps-Universität Marburg

### Schriften
- 1850 Vorschriften für die Messtisch-Arbeiten und die Zeichnungs-Art der topographischen Landesaufnahme von Kurhessen